# Município de Adams (condado de Champaign, Ohio)
Localização do Ohio nos E.U.A.
O município de Adams (em inglês: Adams Township) é um localização localizado no condado de Champaign no estado estadounidense de Ohio. No ano 2010 tinha uma população de 1110 habitantes e uma densidade populacional de 13,8 pessoas por km².

## Geografia
O município de Adams encontra-se localizado nas coordenadas 40° 14′ 01″ N, 83° 57′ 36″ O. Segundo a Departamento do Censo dos Estados Unidos, o município tem uma superfície total de 80.42 km², da qual 80,42 km² correspondem a terra firme e (0 %) 0 km² é água.

## Demografia
Segundo o censo de 2010, tinha 1110 pessoas residindo no município de Adams. A densidade de população era de 13,8 hab./km².